# Citadelle d'Alep
La citadelle d'Alep est un palais médiéval fortifié situé sur un tel dominant le centre-ville d'Alep et caractérisée par son imposante entrée fortifiée. Elle est le témoin d’une force militaire arabe du XIIe au XIVe siècle.

## Histoire

### Période assyrienne
Le temple d'Hadad (ancien dieu de la tempête) situe l'utilisation de la colline au milieu du 3e millénaire av. J.-C., comme le mentionnent les textes cunéiformes d'Ébla et de Mari. La ville, devenue la capitale de Yamhad, était connue sous le nom de « Ville de Hadad ». Le temple est resté utilisé du XXIVe siècle av. J.-C. au IXe siècle av. J.-C., comme en témoignent les reliefs découverts lors des fouilles de l'archéologue allemand Kay Kohlmeyer.
Le patriarche Abraham aurait trait ses brebis sur la colline de la citadelle. Après le déclin de l'État néo-hittite centré à Alep, les Assyriens dominèrent la région (VIIIe – IVe siècle av. J.-C.), suivis par les Néo-Babyloniens et les Perses (539-333).

### Période séleucide
La première citadelle d'Alep est construite à l'époque hellénistique par Séleucos Nicator, un général d'Alexandre le Grand.

### Périodes romaine et byzantine
Devenue romaine (64 av. J.-C.) puis byzantine (395 apr. J.-C.), la citadelle est assiégée et prise en 637 par le général arabe Khalid ibn al-Walid. On peut constater la permanence de l’ancien quadrillage de rue gréco-romain.

### Période islamique
Fortement remaniée par l'émir d'Alep Malik al-Zahir (1193–1216), elle reprend les éléments caractéristiques des fortifications militaires ayyoubides à la suite de la victoire de Saladin sur les croisés : une grande porte avec un système de mâchicoulis et des douves et murs défensifs surplombant un glacis massif escarpé.
La citadelle est partiellement détruite par les Mongols de Ketboğa lors de la prise d'Alep en 1260. Reprise la même année par les Mamelouks, elle est reconstruite et fortifiée en 1292. L'aspect actuel du palais fortifié date de cette époque.
En 1400, la citadelle est endommagée lors du saccage d'Alep par les troupes de Tamerlan.
Restaurée par les Mamelouks puis par les Ottomans (qui se sont emparés d'Alep en 1516), la citadelle est fortement endommagée lors d'un séisme en 1822 avant d'être une nouvelle fois restaurée en 1850-1851 par le sultan Abdülmecid Ier.

### Période contemporaine
En 1992, un projet de réhabilitation de la vieille ville est mis en place.

### Guerre civile syrienne

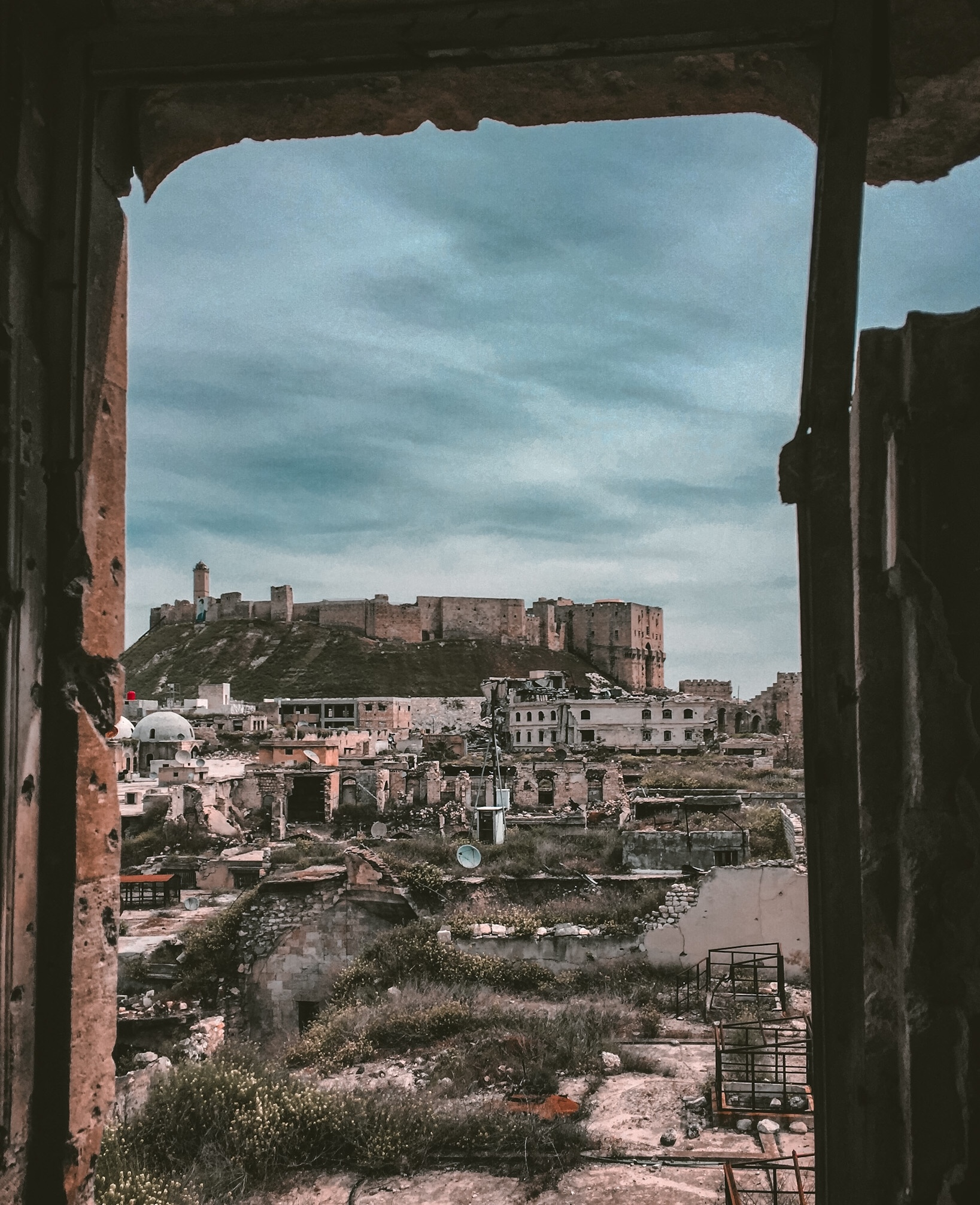
Ruines de la citadelle d'Alep après la guerre civile de 2012.

Durant la guerre civile, l'armée syrienne utilise la citadelle comme base militaire dès le début de la bataille d'Alep.
En août 2012, la porte extérieure de la citadelle est endommagée après avoir été bombardée par des tirs d'obus rebelles au cours d'un affrontement entre l'armée syrienne libre et les Forces armées syriennes. En juillet 2015, une section des remparts de ce site bâti au XIIIe siècle s'écroule après que la rébellion armée a fait exploser un tunnel situé dans la vieille-ville. Bien qu'assiégée sur trois côtés, la citadelle reste sous le contrôle des loyalistes pendant toute la durée de la bataille et subit des dégâts relativement légers,. Selon le grand reporter Georges Malbrunot, journaliste pour Le Figaro, seulement 25 soldats assuraient sa défense, la relève se faisant via un tunnel qui conduisait jusqu'au souk d'Alep.

### Séisme de 2023
La citadelle est à nouveau fortement endommagée lors du séisme du 6 février 2023.

## Architecture

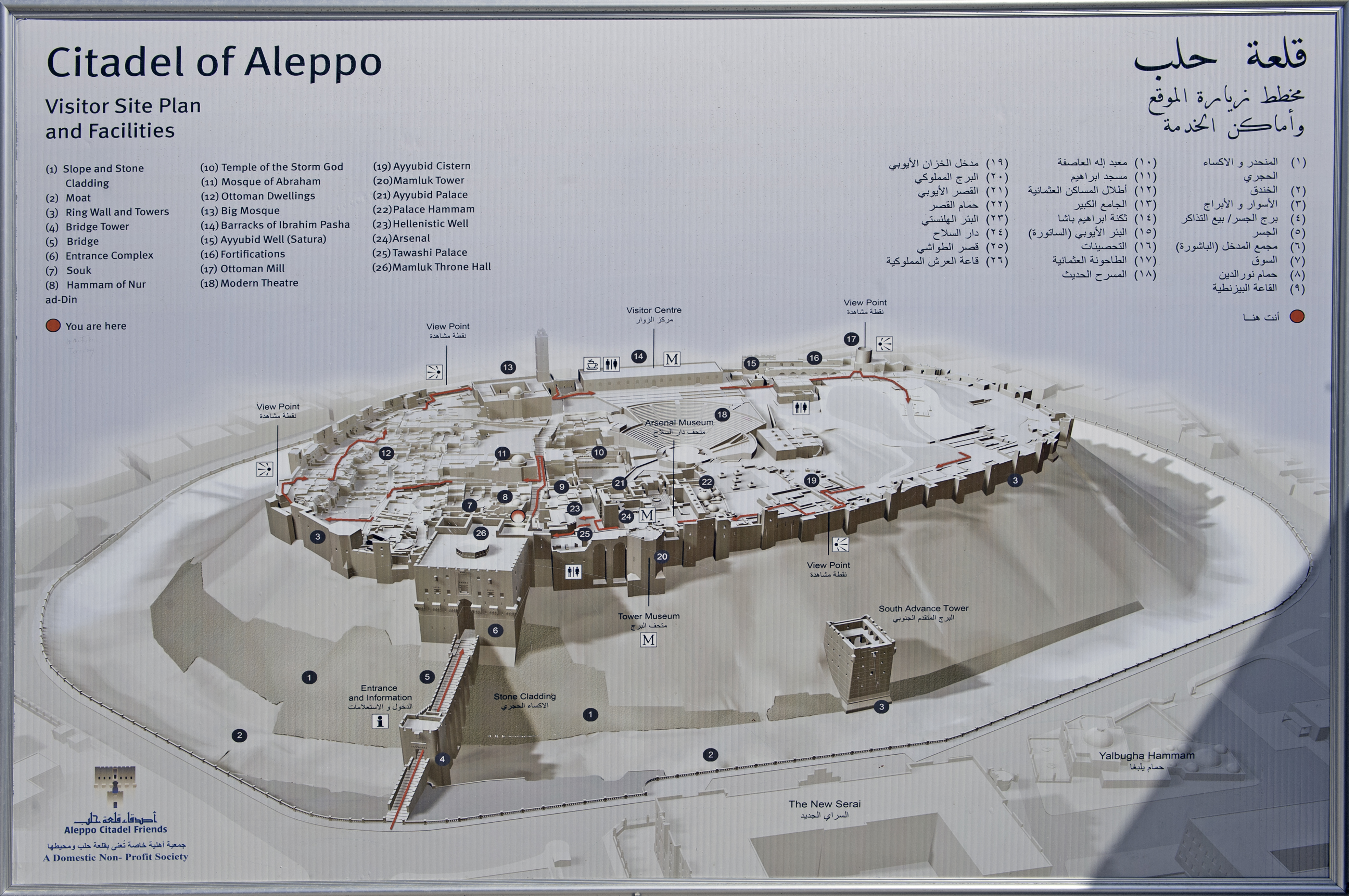
Plan de la citadelle d'Alep. 4.5.6. Viaduc et complexe d'entrée ; 11. Mosquée d'Abraham ; 13. Grande Mosquée ; 18. Théâtre de plein air moderne.

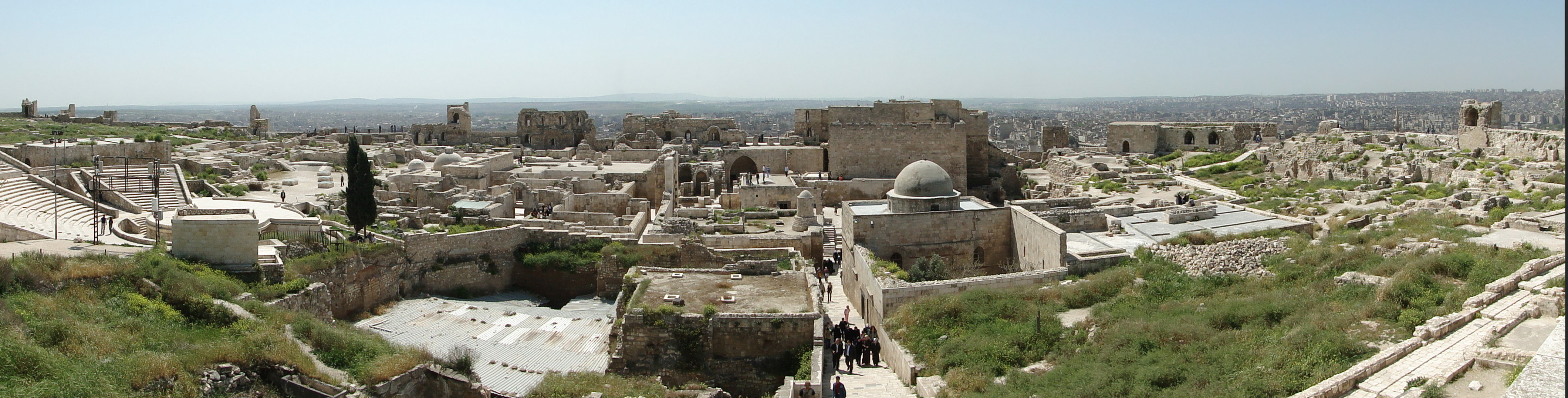
L'intérieur de la citadelle, vu de la Grande Mosquée, en 2010. Le dôme, au centre, est celui de la mosquée d'Abraham. Le complexe d'entrée est visible en arrière-plan.

Les vestiges de constructions présents sur la citadelle à la fois hittites, hellénistiques, romains, byzantins et ayyoubides reflètent la diversité des occupants successifs.
L'une des caractéristiques de la citadelle est son imposante entrée fortifiée, accessible par un pont-escalier à huit arches. Cette entrée, construite par le sultan ayyoubide al-Malik al Zahir Ghazi, fut complétée par le souverain mamelouk Al-Achraf Qânsûh Al-Ghûrî, au début du XVIe siècle.
Ce complexe se compose d’une tour supérieure et d'une tour inférieure, reliées par un viaduc en pierre construit pour la sécurité de la citadelle, qui ne manque pas d’impressionner tous ceux qui s’approchent du monticule.
À l'intérieur, une succession de cinq virages à angle droit et trois imposantes portes en acier, dont certaines possèdent des linteaux sculptés, opposaient autant d'obstacles à un assaut.

### La colline et les douves

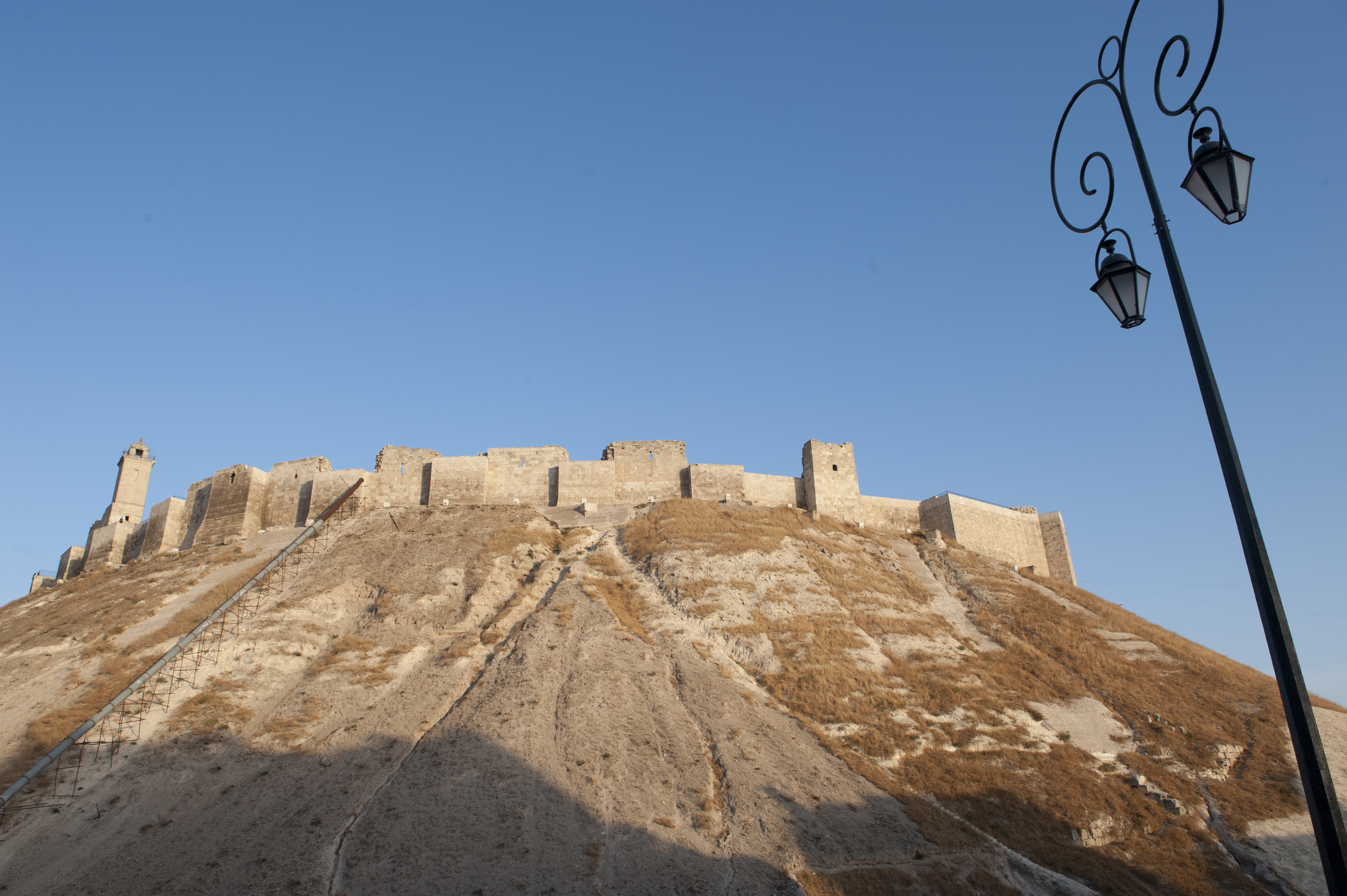
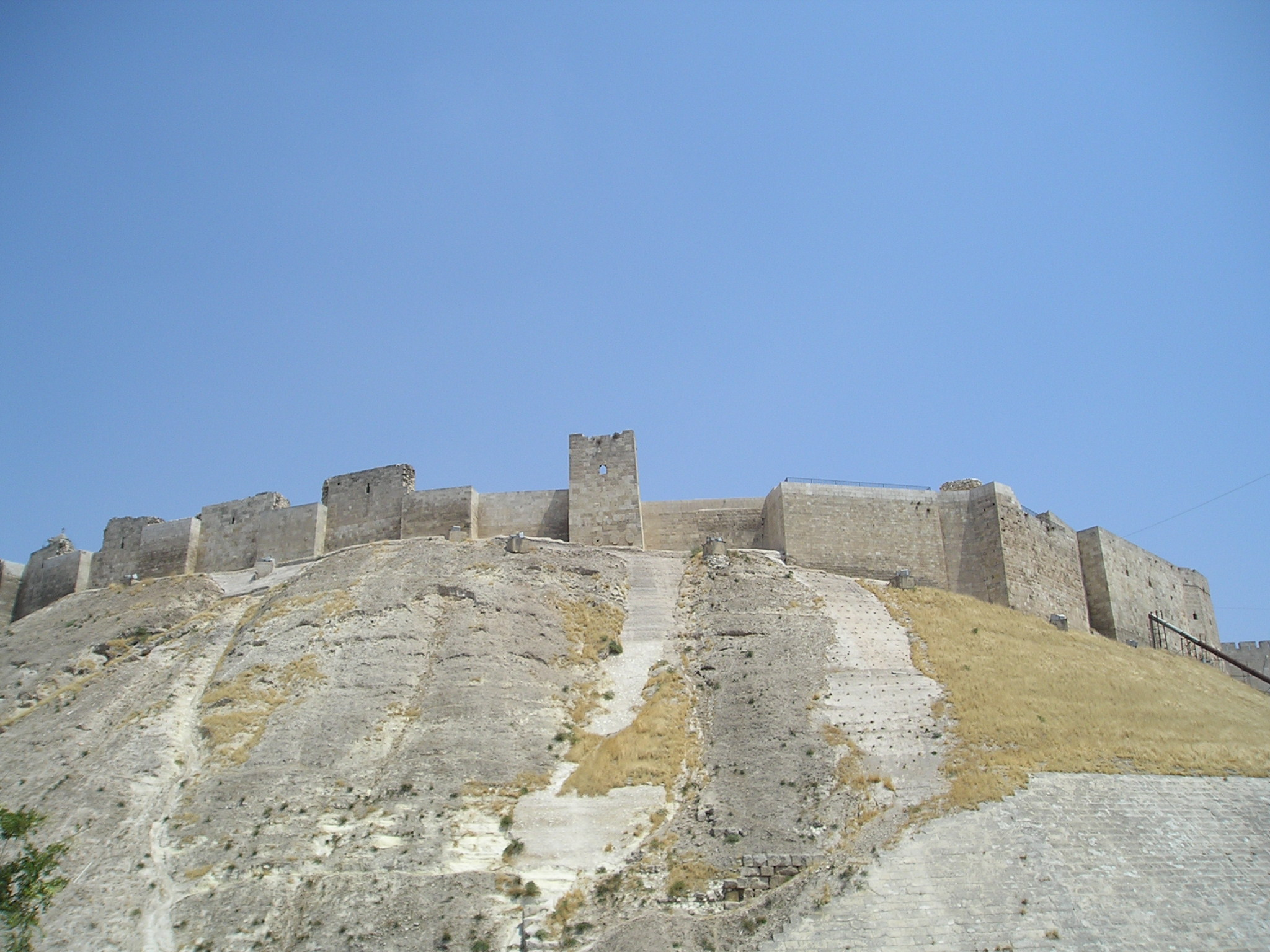
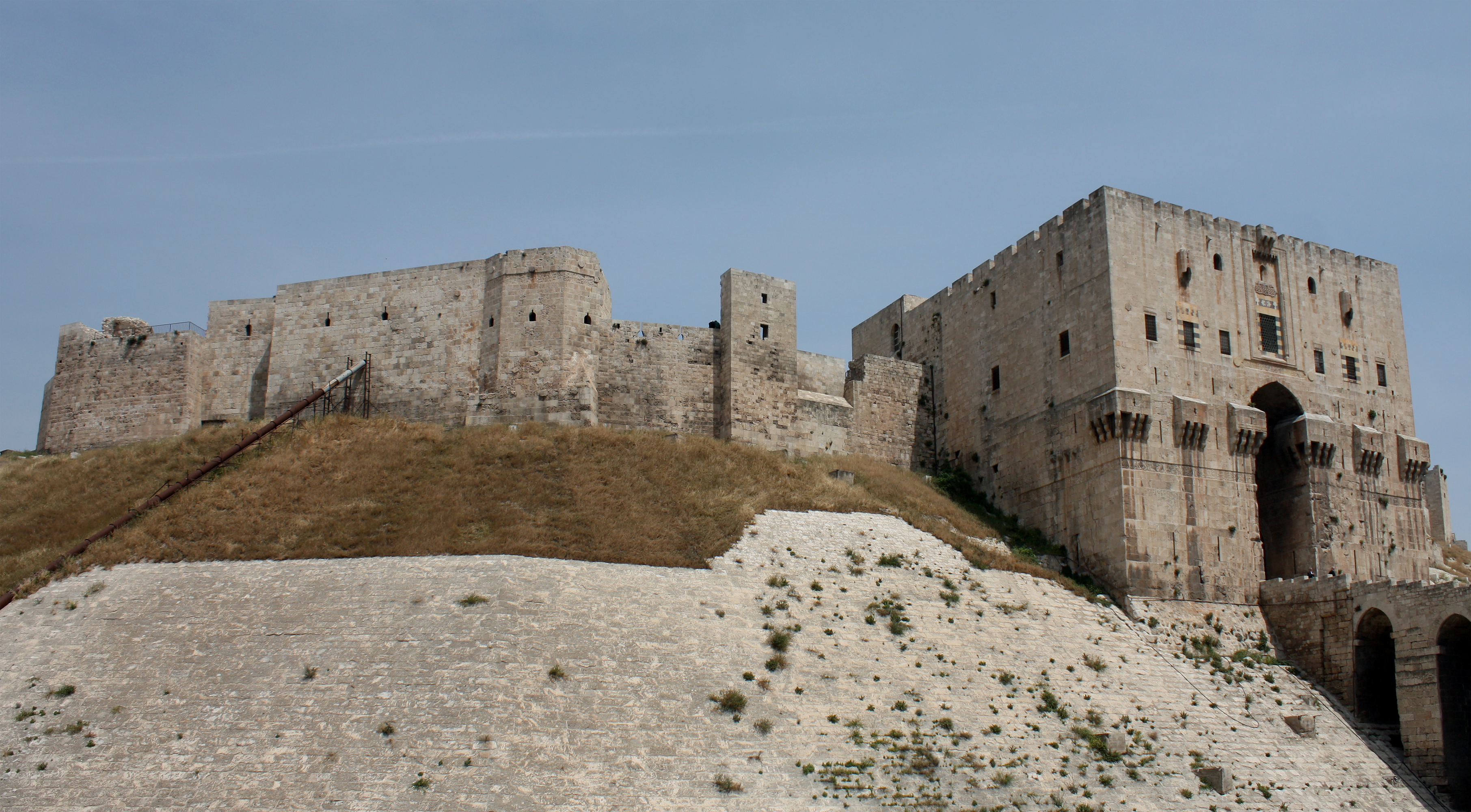

La citadelle actuelle se trouve sur une colline de 50 mètres de haut, dont la base mesure 450 × 325 mètres. La superficie de la citadelle elle-même est de 285 × 160 mètres. Autrefois, le versant de la colline était entièrement recouvert de calcaire ; il ne reste cependant pas grand-chose de ce revêtement. [14]
Un fossé de 22 m de profondeur et 30 m de large fait le tour de la colline. Ce qui frappe, c'est l'entrée pavée avec le pont sur le fossé. L'entrée, devant le viaduc, a été ajoutée au XVIe siècle.

### Zone d'entrée

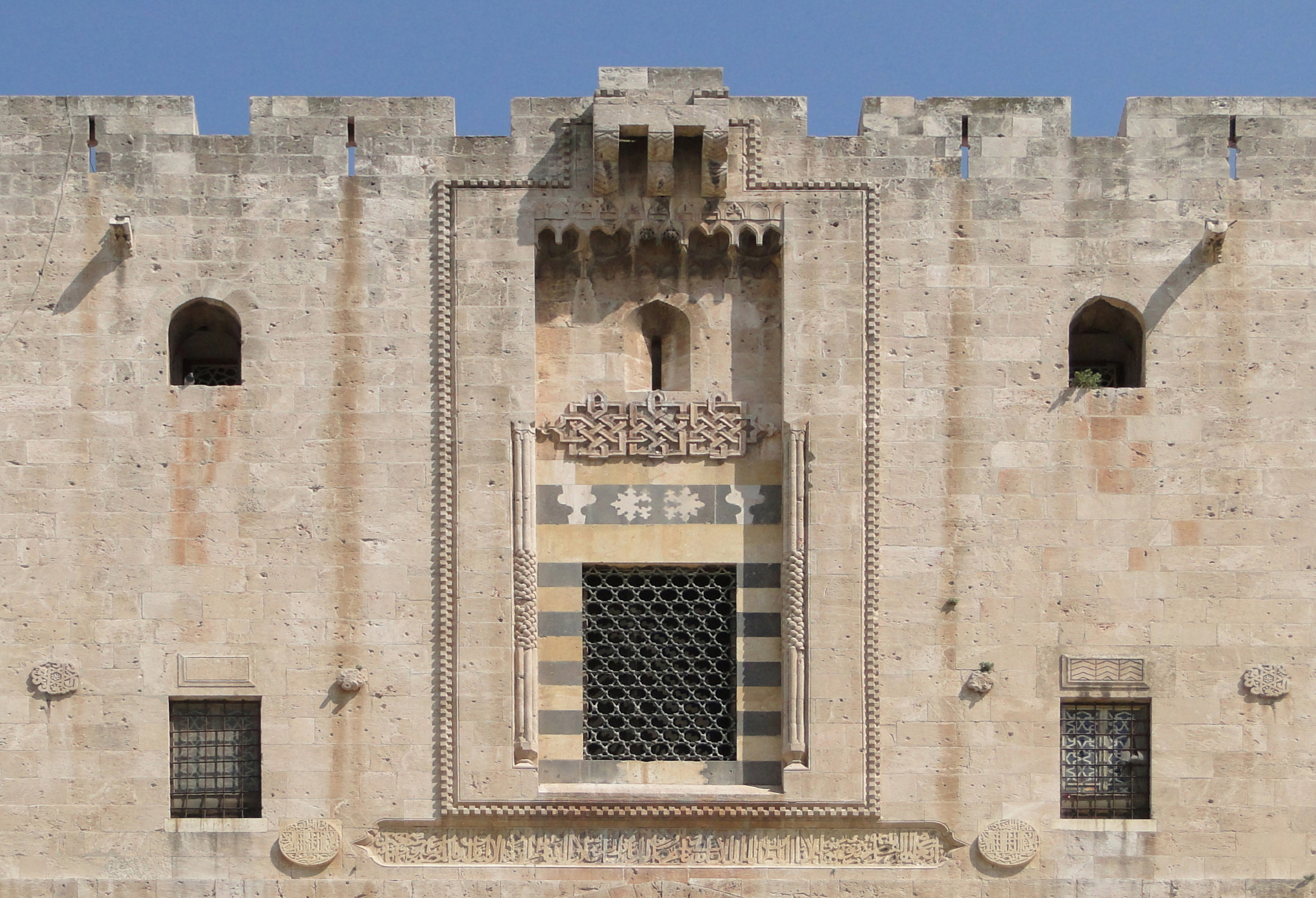
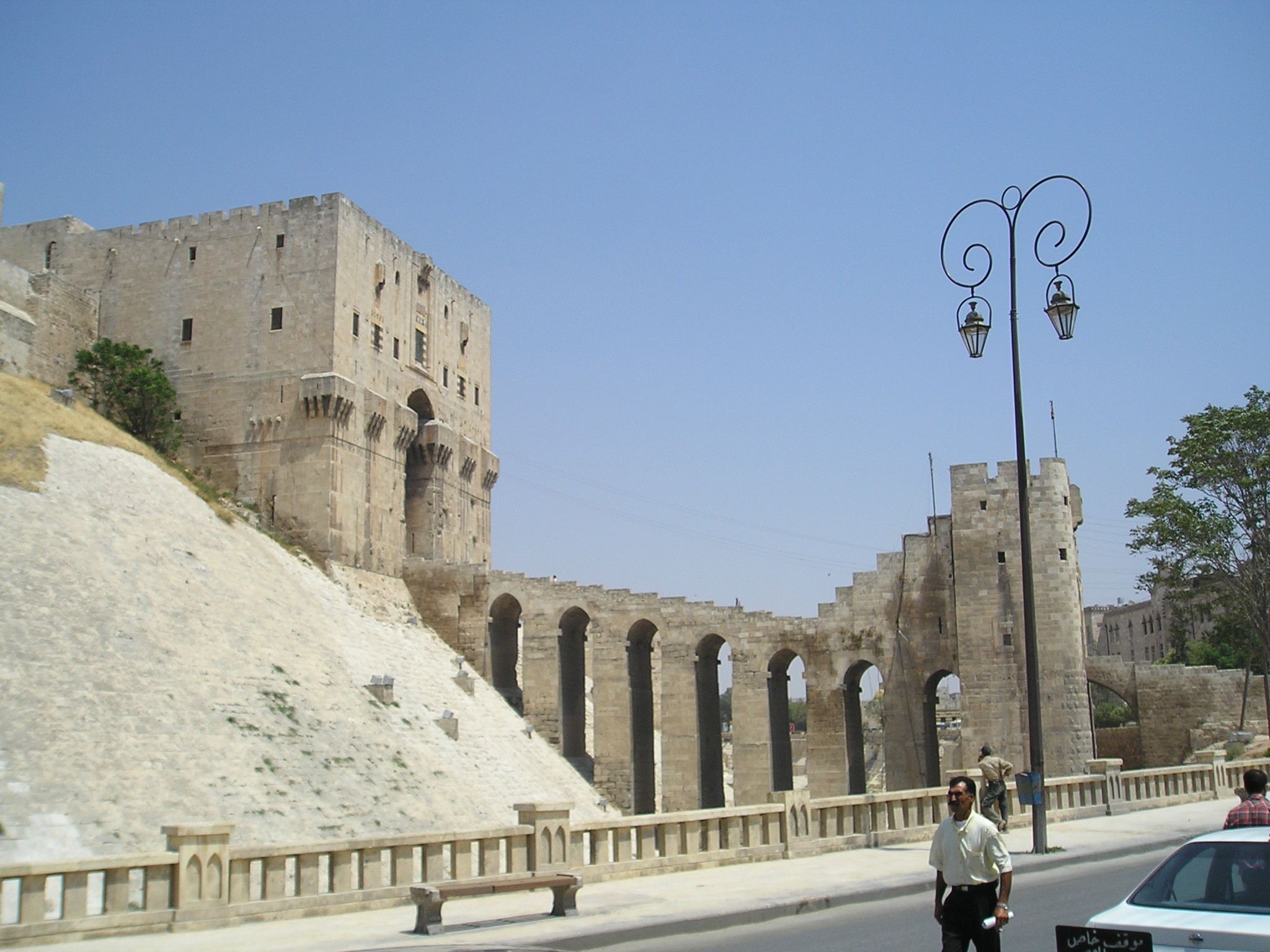
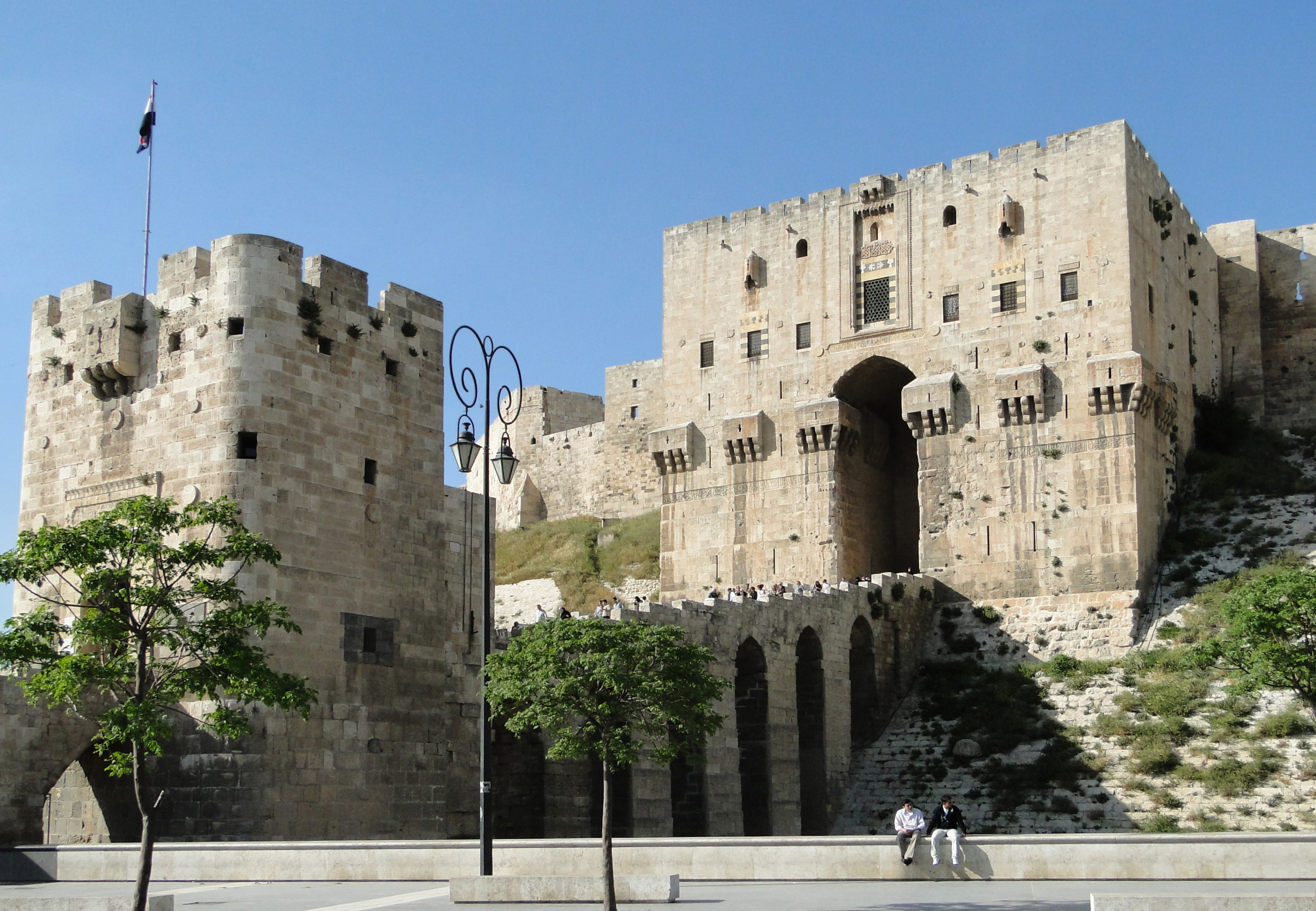

L'énorme pont de pierre d'az-Zahir Ghazi mène à un imposant complexe d'entrée. Pour pénétrer dans la citadelle, les attaquants potentiels devaient emprunter un chemin à angles multiples : ce n'est qu'après une séquence de cinq virages à angle droit et trois grandes portes que l'on peut atteindre l'entrée du château principal intérieur.

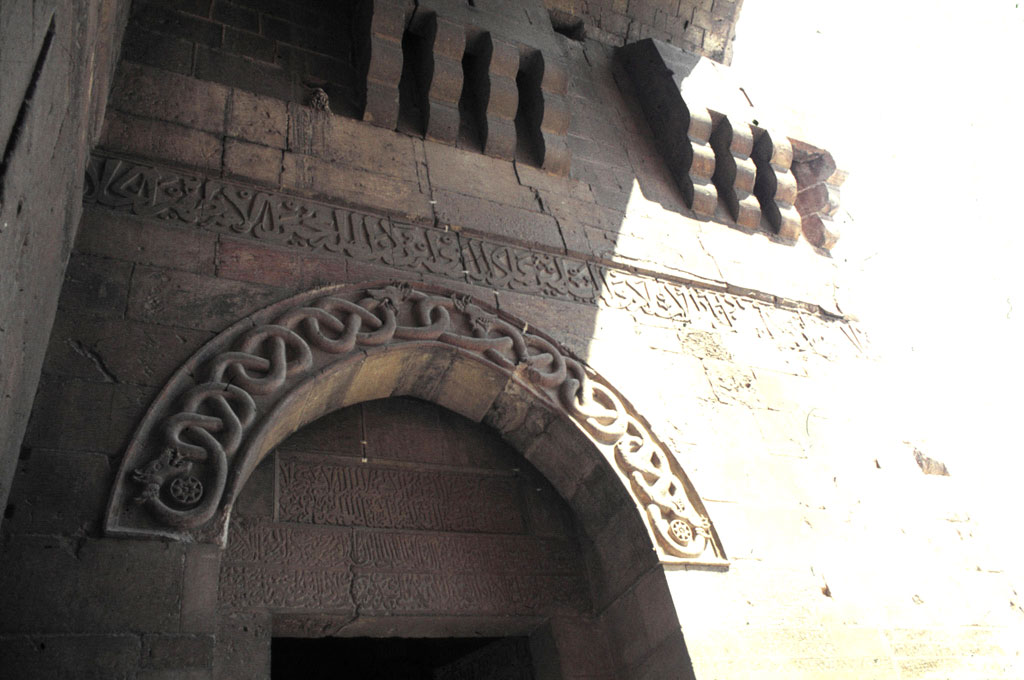
Décor, inscriptions et mâchicoulis dans la zone d'entrée.

Les défenseurs pouvaient verser des liquides chauds sur les attaquants à travers les mâchicoulis pratiqués dans les murs. Les défenseurs disposaient également de moyens secrets pour prendre à revers les attaquants. Le chemin principal était décoré de reliefs figuratifs. Les Mamelouks construisirent plus tard leur salle du trône sur ces bâtiments ayyoubides.

### Palais ayyoubide

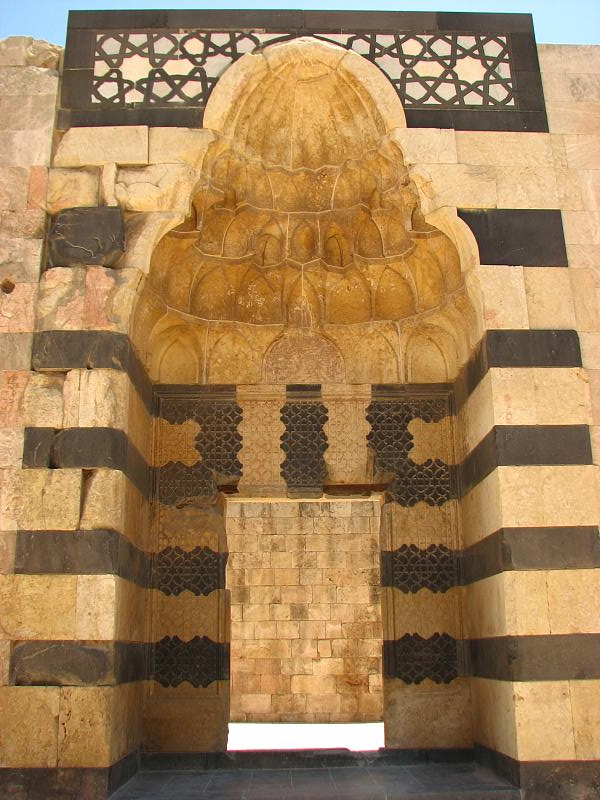
Entrée monumentale du palais ayyoubide.

Le palais a été construit dans la citadelle durant la période mamelouke. La salle d’audience a été restaurée en 1964. Elle a été couverte d'un toit en bois, dans le style de ceux des demeures traditionnelles du XIXe siècle à Damas.
Le palais de la Gloire d'Az-Zahir Ghazi est l'un des monuments les plus impressionnants de la citadelle. Le portail d'entrée à décor de muqarnas en nid d'abeilles et la cour intérieure carrelée datent également de la période ayyoubide.

### Hammam du palais

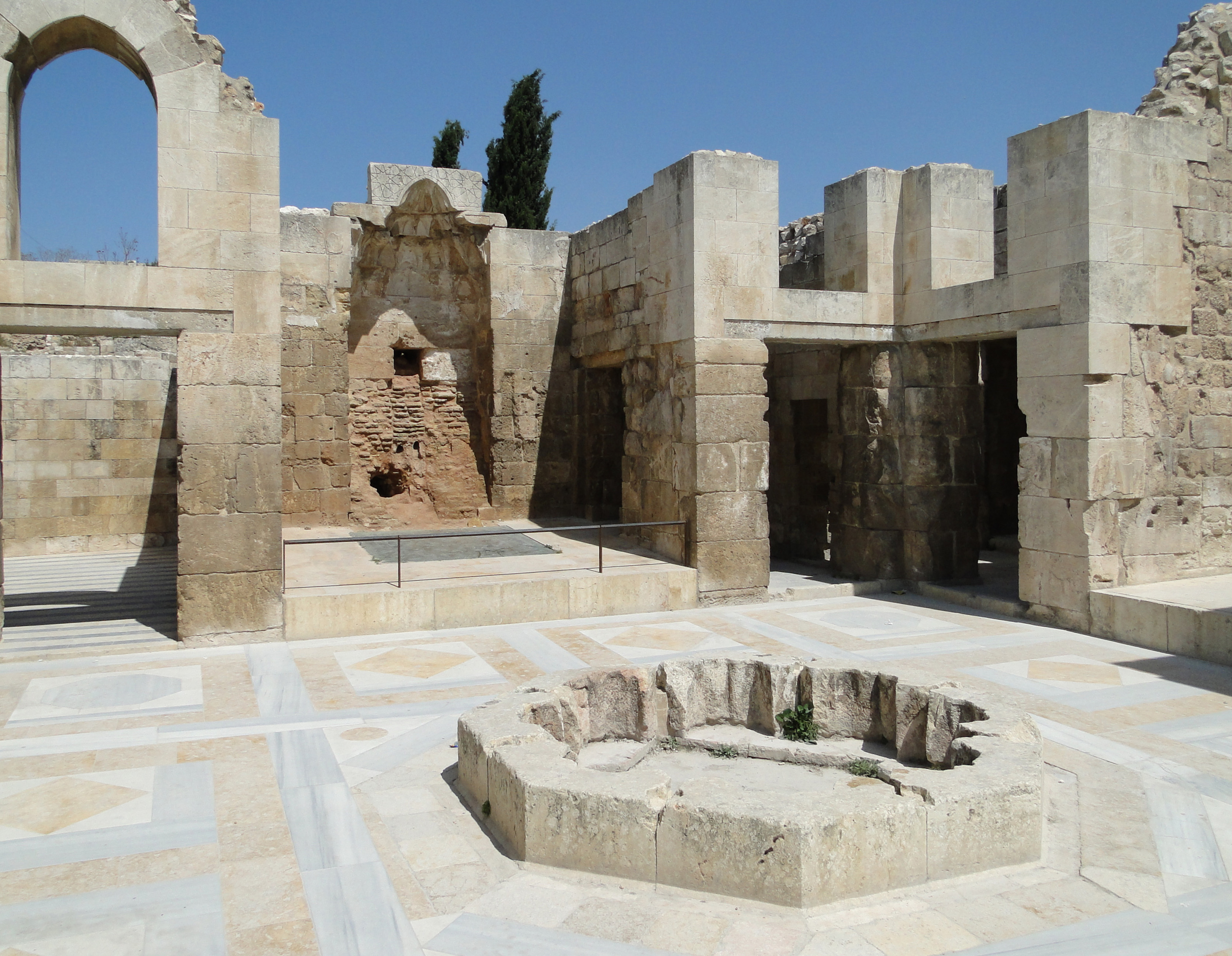
Hammam du palais.

Le hammam médiéval, construit dans le style traditionnel, comportait trois sections : dans la première, on se changeait et se reposait ; la seconde se composait d'une pièce chauffée ; enfin, on trouvait dans la troisième section la salle chaude et le hammam avec niches. L'ensemble était alimenté en eau chaude et froide par des tuyaux de céramique.

### Mosquées

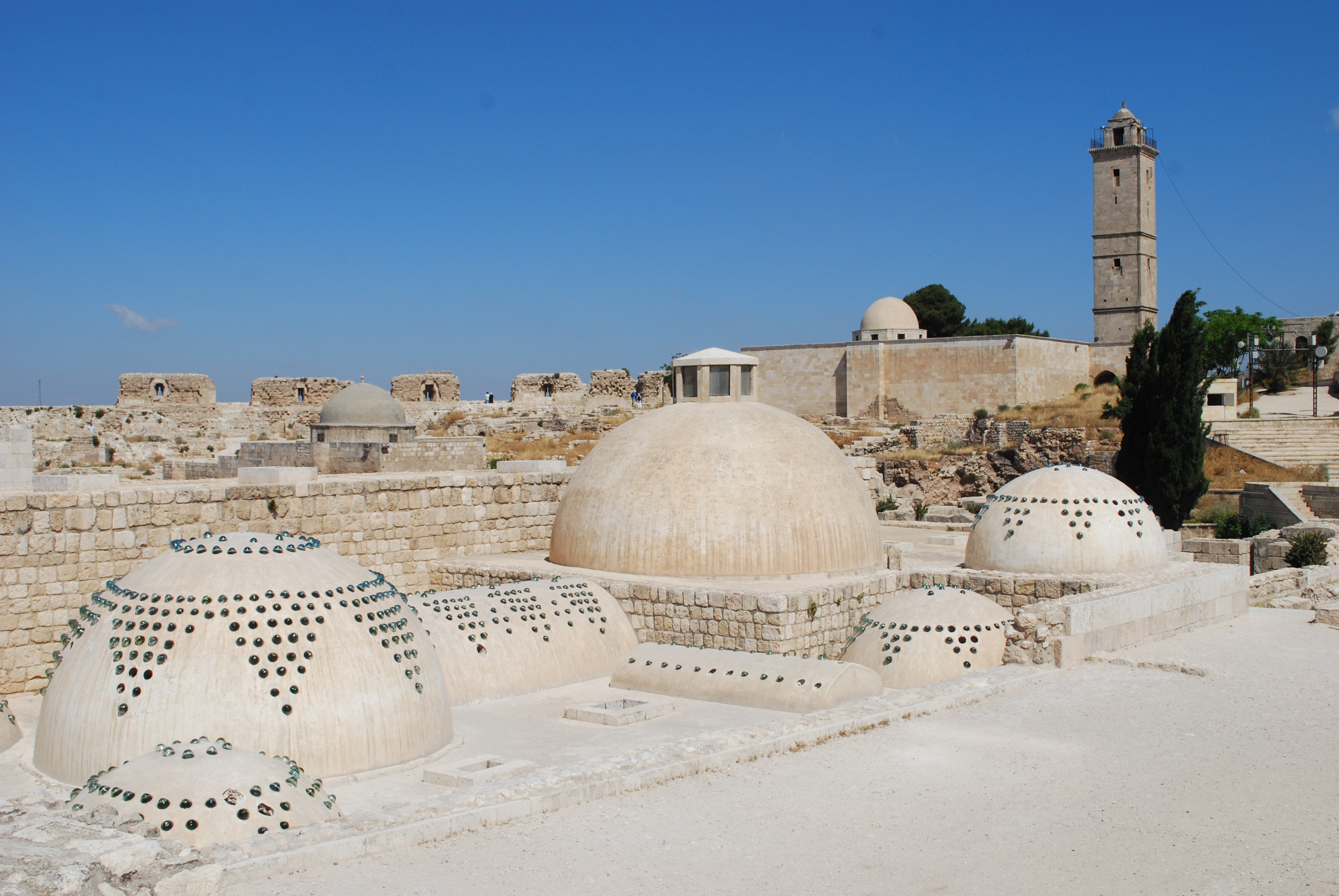
Les bains et la Grande Mosquée.

Dans la citadelle s'élèvent deux mosquée, la mosquée d'Abraham et la Grande Mosquée, qui étaient autrefois des églises byzantines.
Le point culminant de la citadelle est le minaret de la Grande Mosquée, haut de 21 mètres.

### Puits et passages souterrains
Outre les structures de surface, la citadelle possède des puits et des passages souterrains, certains jusqu'à 125 mètres de profondeur, qui relient les tours entre elles et peut-être même les douves à la ville.

### Théâtre

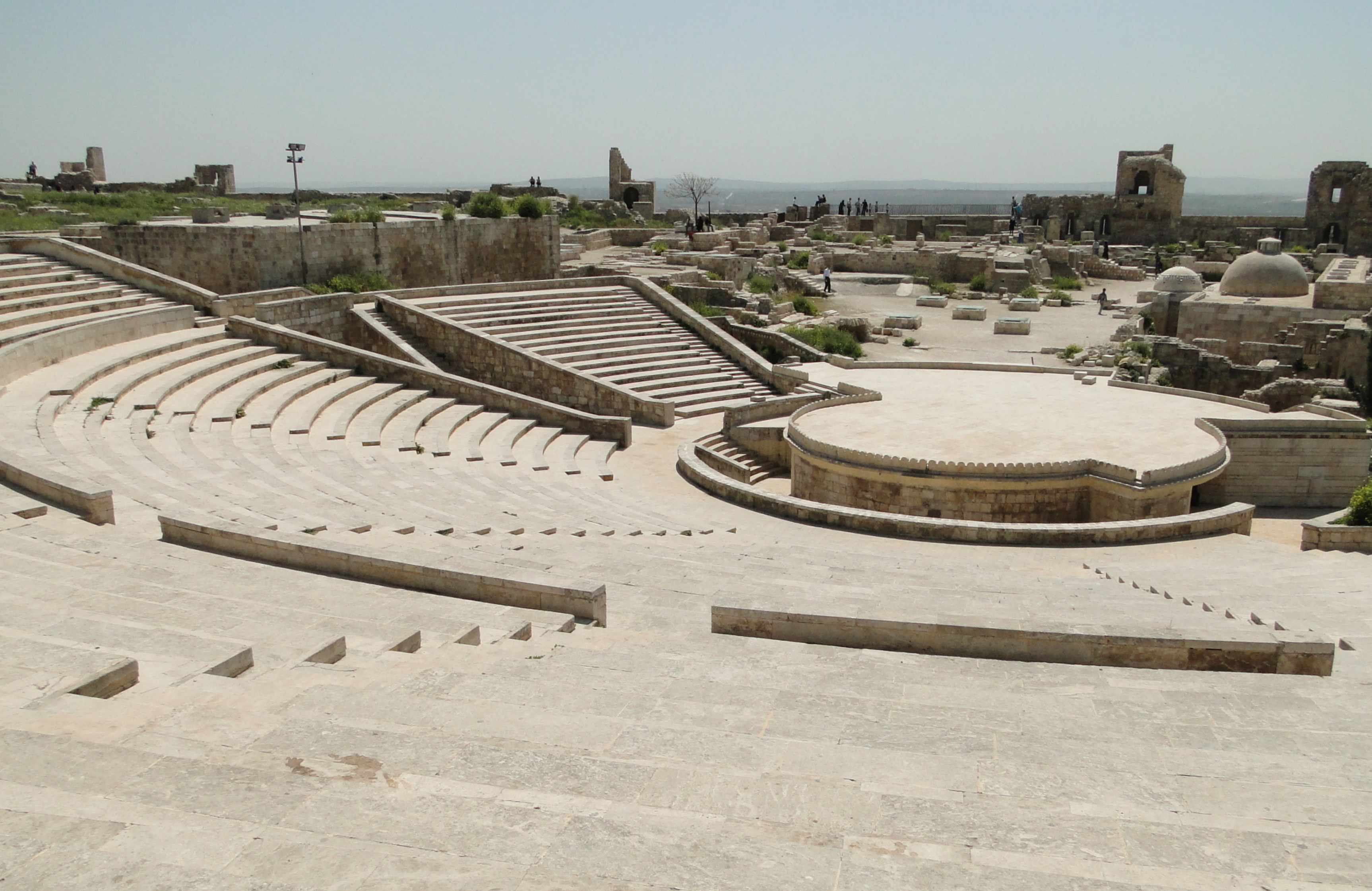
Théâtre de plein air moderne.

En 1980, un théâtre moderne de plein air a été construit dans la citadelle pour accueillir des événements et concerts.